# Народний музей імені Уляни Кравченко і Миколи Устияновича
Народни́й лі́тературно-ми́стецький музе́й і́мені Уля́ни Кра́вченко і Ми́коли Усти́яновича — освітньо-культурний заклад у м. Миколаєві Львівської області. Відкритий у 1991 році.

## Історія музею
Музей був відкритий у 1991 році як філія Національного музею у Львові.

## Експозиція музею
Експозиція музею, присвячена життю та творчості Уляни Кравченко та Миколі Устияновичу, зосереджена у чотирьох кімнатах (залах) будинку.
У першій кімнаті експонуються матеріали, даровані мешканцями міста Миколаєва.
Експозиція другої кімнати висвітлює життя та творчість поета, письменника, громадського діяча Миколи Устияновича, зокрема, тут представлено раритетні світлини з сімейного архіву Устияновичів.
Третя кімната, присвячена поетесі та письменниці Уляні Кравченко. Експозиція кімнати складається з 98 автентичних експонатів — це, зокрема, особисті речі поетеси, перша збірка поезій «Prima vera», видана 1885 року, також — видання «Проліски», «Хризантеми», журнал «Зоря», родинний фотоальбом. Сукня, в якій Уляна Кравченко складала державний іспит, блузки письменниці, посуд, вишитий обрус (скатертину), чорнильниця тощо. До слова, про автобіографічну повість «Хризантеми»: авторка описує Миколаїв та його монастир, церкви, навіть згадує про підземний хід від дірявого каменя на Лисій горі до Роздільського ставу; з любов'ю увічнює містян та їхні ремесла. Директорка музею показала також перевидання книги, яке зробило київське видавництво «Либідь» до ювілею Уляни Кравченко. Упорядкувала та написала передмову Віра Агеєва, а першодруком є видання 1961 року у Чикаго. 
Експонати четвертої кімнати розповідають про славетних людей Миколаївщини — художників, артистів, композиторів, скульпторів, співаків. Окремі стенди присвячені письменнику Олександру Козловському, митцю Олександру Мірошникову — «Галицькому Фаберже», відомому витворами з дорогоцінного каміння, художнику Петру Холодному, який творив у Миколаєві у 1922—1924 роках, та Є. Капшію — засновнику першого музею у Миколаєві.